# Speerblätter
Die Speerblätter (Anubias) sind die einzige Gattung der Tribus Anubiadeae innerhalb der Pflanzenfamilie der Aronstabgewächse (Araceae). Einige Arten werden in der Aquaristik verwendet. Es handelt sich um Sumpf- und Wasserpflanzen in Sümpfen oder Randbereichen von Gewässern des tropischen bis subtropischen West- sowie Zentralafrikas.
Der wissenschaftliche Gattungsname Anubias erinnert an den ägyptischen Gott Anubis.

## Beschreibung

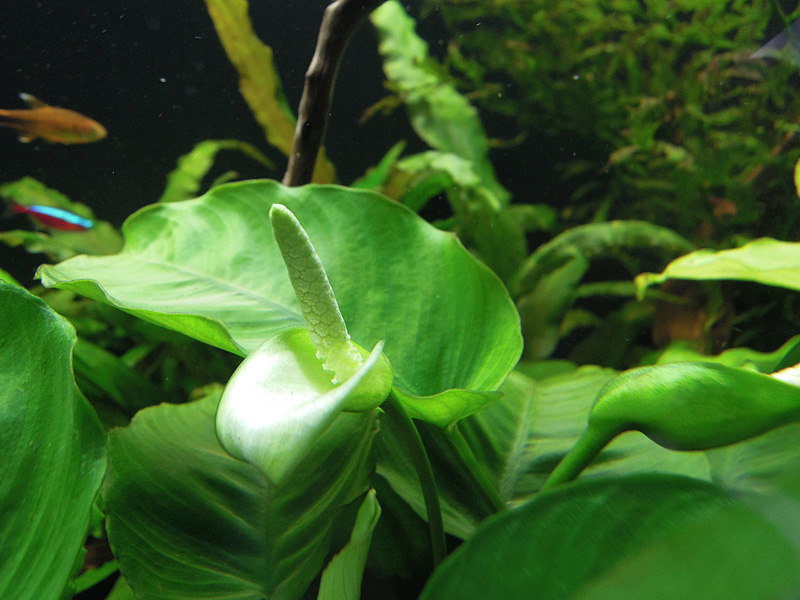
Laubblätter und Blütenstand des Breitblättrigen Speerblattes (Anubias barteri var. barteri)

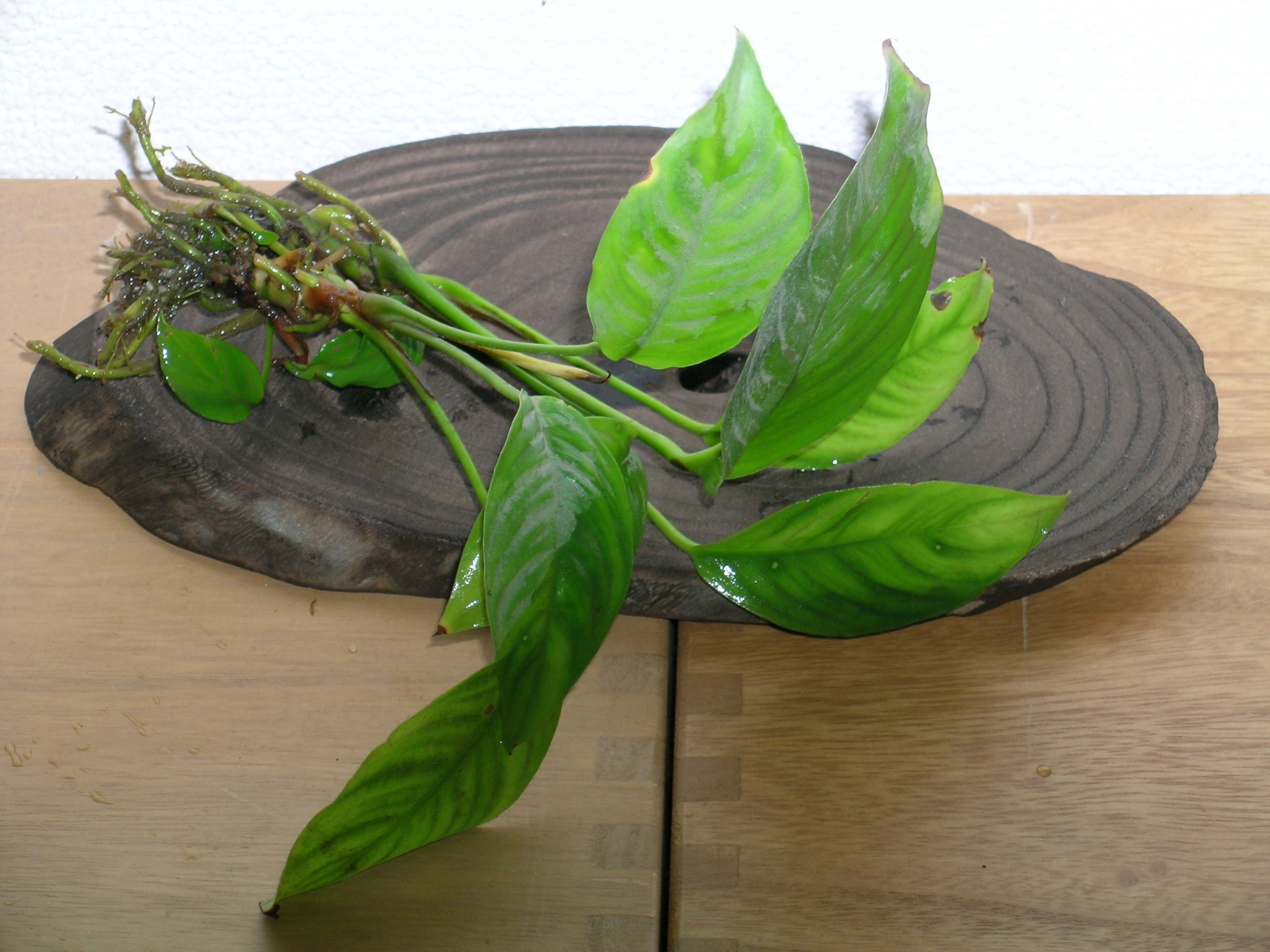
Verschiedenblättriges Speerblatt (Anubias heterophylla)

Die Speerblatt-Arten sind ausdauernde krautige Pflanzen. Sie gedeihen als Sumpf- und Wasserpflanzen. Sie bilden Rhizome. Die einfachen Laubblätter sind meist gestielt.
Die eingeschlechtigen Blüten sind klein und unscheinbar und zu einem kolbigen Blütenstand (Spadix) vereinigt, der von einem Hochblatt (Spatha) umschlossen wird. Es werden Beeren gebildet.

## Systematik und Verbreitung
Die Gattung Anubias wurde 1857 durch Heinrich Wilhelm Schott in Oesterreichisches Botanisches Wochenblatt, Band 7, S. 398 aufgestellt. Ein Synonym für Anubias Schott ist Amauriella Rendle. Die Typusart ist Anubias afzelii Schott.
Anubias ist die einzige Gattung der Tribus Anubiadeae in der Unterfamilie Aroideae innerhalb der Familie Araceae.

## Gattungsname
Der wissenschaftliche Gattungsname Anubias ist an den Namen des ägyptischen Totengottes Anubis angelehnt, da die Pflanzen im Schatten tropischer und subtropischer Regenwälder Afrikas zu finden sind. Die Speerblätter brauchen im Vergleich zu anderen Pflanzen wenig Licht. So ist die in der Aquaristik und auch in der Natur am meisten verbreitete Art beziehungsweise Varietät Anubias barteri var. barteri sehr tolerant gegenüber schlechten Wuchsbedingungen, die Art "gedeiht bei wenig Licht (0,25 W/L) und ohne CO2-Zufuhr". Zum anderen wird der Gattungsname Anubias und seine Anlehnung an den Namen des ägyptischen Gottes Anubis dahingehend erklärt, weil diese Pflanzen "giftige Oxalsäure" enthalten.
Der deutschsprachige Gattungsname Speerblatt nimmt Bezug auf die Blattform.

## Ökologische Nische
Die Rhizome haften mit ihren Wurzeln oft an großen Steinen oder Baumstämmen. Anubias können über Wasser (emers) oder halb-emers wachsen oder auch manchmal völlig unter Wasser (submers). Dann ragt meist nur der Blütenstiel über die Wasseroberfläche. Die Pflanzen sind an wechselnden Wasserstand und an Standorte mit wenig Licht angepasst.

## Verwendung in Aquarien und Aquaterrarien
Anubias gelten als harte, unempfindliche Pflanzen, die auch kaum gefressen werden. So werden sie zum Beispiel zur Dekoration bei der Haltung von Buntbarschen empfohlen. Sie können auch bei geringer Beleuchtungsstärke verwendet werden.
Ab und zu wurde von Verlusten bei Wirbellosen wie Zwerggarnelen berichtet, nachdem Rhizome zur Vermehrung in den Becken geteilt wurden. Hierbei wurde die These aufgestellt, dass in ihnen enthaltenes Calciumoxalat in Form von wasserunlöslichen Kristallnadeln für solche Verluste ursächlich sein könnte. Bei Verletzungen oder Quetschungen schleudern spezielle Pflanzenzellen (Idioblasten) diese aus Calciumoxalat bestehenden Raphiden nach außen. In den Organismus der Garnelen eingedrungen, könnten sie, so die These, Schäden auslösen, die bis zum Tod führen können.
Daher wird empfohlen, Anubias außerhalb des Aquariums oder Aquaterrariums zu teilen. Danach sollten die "Schnittstellen gründlich unter fließendem Wasser" gespült werden. "Noch sicherer" sei "eine mehrtägige Wässerung, bevor die Pflanzen wieder eingesetzt werden".

## Arten
Die Gattung Speerblätter (Anubias) umfasst etwa acht Arten:
- Anubias afzelli Schott: Afzelius´ Speerblatt, benannt nach Adam Afzelius, kommt in Senegal, Guinea, Sierra Leone und Mali vor.[10]
- Anubias barteri Schott: Sie kommt mit sechs Varietäten in Westafrika in Kamerun, Gabun und im Kongo vor:
  - Breitblättriges Speerblatt (Anubias barteri Schott var. barteri), so benannt 1860: Sie kommt im südöstlichen Nigeria, in Kamerun und auf Bioko vor.[10]
  - Schmalblättriges Speerblatt (Anubias barteri var. angustifolia (Engl.) Crusio, Syn.: Anubias lanceolata f. angustifolia Engl.), so benannt 1979: Sie kommt in Guinea, Liberia, Elfenbeinküste und in Kamerun vor.[10]
  - Caladiumblättriges Speerblatt (Anubias barteri Schott var. caladiifolia Engl.), so benannt 1915 nach der Ähnlichkeit der Blätter mit denen von Caladium: Sie kommt in Nigeria, Kamerun, Gabun und auf Bioko vor.[10]
  - Kahles Speerblatt (Anubias barteri Schott var. glabra N.E.Brown, Syn.: Anubias lanceolata N.E.Brown), so benannt 1901: Sie kommt von Guinea bis Gabun vor.[10]
  - Kaffeeblättriges Speerblatt (Anubias barteri var. cofeifolia Kasselmann)
  - Zwerg-Speerblatt (Anubias barteri var. nana (Engl.) Crusio), so benannt 1979. Das Zwerg-Speerblatt kommt nur in Kamerun vor.[10]
- Riesen-Speerblatt (Anubias gigantea A.Chev. ex Hutch., Syn.: Anubias hastifolia var. robusta Engl.): Es kommt in Guinea, Sierra Leone, Liberia, der Elfenbeinküste und Togo vor.[10]
- Anubias gilletii De Wild. & T.Durand: Die nach dem Sammler J. Gillet (1866–1943)[11] benannte Pflanze kommt von Nigeria und Kamerun bis in die Demokratische Republik Kongo vor.[10]
- Dreieckiges Speerblatt (Anubias gracilis A.Chev. ex Hutch.): Sie kommt nur in Guinea und Sierra Leone vor[10] und ist nur selten im Handel zu finden[12]
- Spießblättriges Speerblatt (Anubias hastifolia Engl.), kommt in Ghana, Nigeria, Kamerun, Gabun und der Demokratischen Republik Kongo vor, außerdem in Angola.[10] Sie ist in vegetativem Zustand nicht sicher von Anubias pynaertii zu unterscheiden.[13]
- Verschiedenblättriges Speerblatt oder Kongo-Speerblatt genannt (Anubias heterophylla Engl., Syn.: Anubias congensis N.E.Brown), so benannt 1870. Sie kommt von Kamerun bis in die Demokratische Republik Kongo und Angola vor.[10]
- Anubias pynaertii De Wild.: Sie kommt in Gabun, Kongo und der Demokratischen Republik Kongo vor und ist benannt nach dem Sammler Léon Auguste Edouard Joseph Pynaert (1876–1968).[14][10]